# Андерсон Клебер Бералдо
Андерсон Клебер Бералдо (порт. Anderson Cléber Beraldo; род. 27 апреля 1980, Сан-Паулу) — бразильский футболист, защитник. За сборную Бразилии провёл 1 матч и забил 1 гол.

## Карьера
Андерсон начал свою карьеру в 2000 году в клубе «Коринтианс», он выступал за эту команду на протяжении пяти сезонов, проведя 115 матчей и забив 3 гола. В составе «Тимао» Андерсон победил на первом Клубном чемпионате мира в 2000 году, выиграл Лигу Паулисту в 2001 и турнир Рио-Сан-Паулу и Кубок Бразилии в 2002.
2 июня 2005 года Андерсон подписал контракт с португальской «Бенфикой», его дебют в новой команде состоялся 20 августа 2005 года в матче против клуба «Академика ди Коимбра». Андерсон быстро стал игроком основы «Энкарнадос», составив связку в центре обороны команды с другим бразильцем — Луизао. В составе «Бенфики» Андерсон победил в португальском чемпионате в 2005 году.
Андерсон покинул «Бенфику» в 2007 году по той причине, что хотел играть на позиции левого центрального защитника (это место на поле занимал Луизао), а не правого центрального, где ему обычно приходилось действовать. Сначала Андерсон хотел перейти в «Крузейро» и даже тренировался с этой командой 9 дней в августе 2007 года, но «Бенфика» запросила 3 миллиона долларов за трансфер игрока, и руководство «Крузейро» не согласилось на выплату такой суммы. На эту сумму согласились руководители «Лиона», которому бразилец предпочёл питерский «Зенит». Он провёл за клуб только 12 игр, после чего, в январе 2008 года в игре с «Ле-Маном», повредил коленные сухожилия и выбыл из строя до конца сезона.
В 2008 году Андерсон на правах аренды перешёл в «Сан-Паулу», затем выступал за «Крузейро», после чего вернулся в «Лион». 20 августа 2010 года Андерсон по обоюдного согласию разорвал контракт с клубом.
В 2011 году Андерсон возобновил карьеру в Бразилии, полгода выступал за клуб «Санту-Андре», затем год за «Америка Минейро». В 2012 году он перешёл в «Парану», где и завершил игровую карьеру в конце 2013 года.

## Сборная Бразилии
В сборной Бразилии Андерсон провёл 1 товарищеский матч, 25 апреля 2005 года против сборной Гватемалы, и забил в нём гол уже на 4-й минуте игры (в итоге бразильцы победили 3:0). Несмотря на удачный дебют, больше в национальную команду Андерсон не вызывался.

## Награды
- Клубный чемпион мира: 2000
- Чемпион штата Сан-Паулу: 2001
- Чемпион турнира Рио-Сан-Паулу: 2002
- Обладатель Кубка Бразилии: 2002
- Чемпион Португалии: 2004/05
- Чемпион Франции: 2007/08
- Чемпион Бразилии: 2008
- Чемпион штата Минас-Жерайс: 2009